# Circondario di Northeim
Il circondario di Northeim (targa NOM) è un circondario (Landkreis) della Bassa Sassonia, in Germania.
Comprende 7 città, 5 comuni e 1 territorio extracomunale.
Capoluogo e centro maggiore è Northeim.

## Geografia antropica
Il circondario di Northeim i seguenti comuni:
(Tra parentesi i dati della popolazione al 31 dicembre 2021)
1. Bad Gandersheim, città (9 476)
2. Bodenfelde, comune mercato (3 002)
3. Dassel, città (9 511)
4. Einbeck, città, comune indipendente (30 420)
5. Hardegsen, città (7 578)
6. Kalefeld (6 127)
7. Katlenburg-Lindau (7 036)
8. Moringen, città (6 956)
9. Nörten-Hardenberg, comune mercato (8 616)
10. Northeim, comune indipendente (28 981)
11. Uslar, città (14 062)

### Territorio extracomunale
- Solling